# Varanus prasinus
Il varano arboricolo smeraldino (Varanus prasinus Schlegel, 1839), o varano arboricolo verde, è una specie arboricola della famiglia dei Varanidi di dimensioni medio-piccole. È noto per la sua colorazione insolita, dai toni verdi o turchesi, marcata da fasce dorsali trasverse. Questa colorazione aiuta il varano a mimetizzarsi nel suo habitat arboreo, ma ne fa anche una specie molto richiesta da collezionisti privati e zoo.

## Tassonomia ed evoluzione
Varanus prasinus venne descritto per la prima volta da John Edward Gray nel 1831 con il nome di Monitor viridis; tuttavia, l'olotipo originale di Gray (l'RMNH 4812 conservato nel Museo Nazionale di Storia Naturale di Leida) andò perduto e la specie venne di nuovo descritta otto anni dopo da Schlegel, questa volta con il nome di V. prasinus, quando l'olotipo venne ritrovato. Il nome generico, Varanus, deriva dalla parola araba waral (ورل), che significa «guardiano». Quello specifico, prasinus, è un termine latino che significa «verde».
V. prasinus fa parte del sottogenere Euprepiosaurus. È strettamente imparentato con altre specie arboricole, insieme alle quali viene spesso riunito nel gruppo prasinus. Oltre a questa specie, tale gruppo, composto esclusivamente da specie allopatriche, comprende il V. beccarii delle Isole Aru, il V. boehmei di Waigeo, il V. bogerti delle Isole di D'Entrecasteaux, il V. keithhornei della penisola di Capo York, il V. kordensis di Biak, il V. macraei di Batanta, il V. reisingeri di Misool e il V. telenesetes di Rossel.
Lo sviluppo evolutivo di V. prasinus ebbe inizio con la comparsa del genere Varanus, avvenuta circa 40 milioni di anni fa in Asia; da lì, circa 15 milioni di anni fa, alcune specie si sono successivamente spostate fino a raggiungere l'Australia e l'arcipelago indonesiano.

## Descrizione

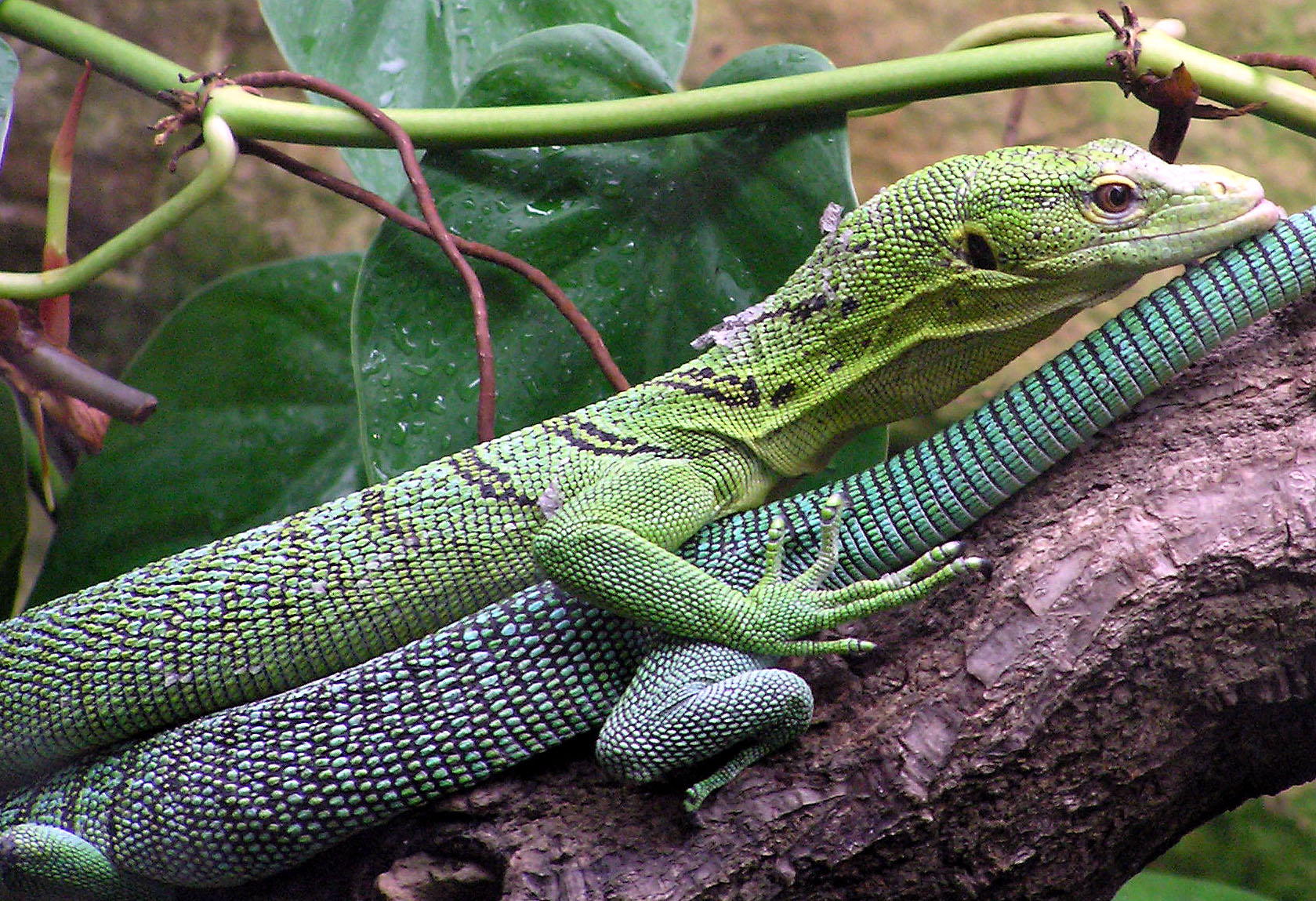
Varani arboricoli smeraldini allo zoo di Bristol.

Il varano arboricolo smeraldino è lungo circa 75–100 cm ed ha un corpo sottile che gli consente di spingersi anche sui rami più sottili. È munito inoltre di una coda prensile e di lunghi artigli che utilizza per aderire meglio ai rami. Diversamente da altri Varanidi, questa specie, se attaccata, tende a difendere la sua coda, invece di utilizzarla a mo' di frusta per difendersi. Le piante dei piedi presentano squame allargate che aiutano il varano arboricolo smeraldino ad arrampicarsi.

## Distribuzione e habitat
Il varano arboricolo smeraldino e i suoi parenti stretti sono diffusi in Nuova Guinea, nelle isole vicine e nelle isole settentrionali dello stretto di Torres. In particolare, V. prasinus vive nelle regioni di pianura, in foreste sempreverdi tropicali, paludi di palme e piantagioni di cacao.

## Biologia
Quando si sente minacciato, il varano arboricolo smeraldino si rifugia tra la vegetazione, ma, se messo alle strette, può anche mordere. È una delle poche specie socievoli di varano: vive, infatti, in piccoli gruppi composti da un maschio dominante, da alcune femmine, da pochi altri maschi e dai giovani.

### Alimentazione
La dieta di questa specie è costituita da grossi insetti arboricoli, come tettigoniidi, insetti stecco, blatte e coleotteri, centopiedi, ragni, granchi, uccelli e piccoli mammiferi. Prima di ingoiare un insetto stecco, la lucertola ne stacca le zampe. Gli esemplari in cattività staccano le zampe anche ai roditori, prima di mangiarli, e tale abitudine li rende in grado di inghiottire anche mammiferi di dimensioni considerevoli: una lucertola di 135 g è stata vista mangiare un roditore di 40 g, pesante quasi un terzo del suo peso. Un professore di paleontologia e biologia dell'Università di Temple, Michael Balsai, così come l'erpetologo e scrittore Robert G. Sprackland, hanno osservato dei V. prasinus in cattività mentre mangiavano della frutta (banane).

### Riproduzione
Ogni covata di questo varano può comprendere fino a cinque uova, ognuna del peso di 10,5-11,5 g e di circa 2 x 4,5 cm. In un solo anno possono essere deposte anche tre covate; in cattività le uova sono state deposte in gennaio, marzo, aprile, novembre e dicembre. La femmina depone le sue uova nei nidi delle termiti arboricole. Queste si schiudono dopo 160-190 giorni, generalmente tra giugno e novembre; già entro pochi minuti dalla schiusa i piccoli sono in grado di mangiare le termiti e le loro uova. La maturità sessuale viene raggiunta intorno ai due anni di età.